# Félix Gandéra
Félix Gandéra, född 17 februari 1885 i Paris i Frankrike, död 15 december 1957 i Bougival i Frankrike, var en författare, manusförfattare, regissör, skådespelare och dramatiker.